# جيمي غريشام
جيمي غريشام (بالإنجليزية: Jimmy Gresham)‏ هو موسيقي أمريكي، ولد في 14 أكتوبر 1934.

## وصلات خارجية
- جيمي غريشام على موقع ميوزك برينز (الإنجليزية)
- جيمي غريشام على موقع ديسكوغز (الإنجليزية)